# Juraj Audi
Juraj Audi (*15. března 1956, Sládkovičovo) je bývalý slovenský fotbalista, útočník.

## Fotbalová kariéra
V československé lize hrál za VSS Košice a DAC Dunajská Streda. Nastoupil v 64 ligových utkáních a dal 3 ligové góly. Dále hrál na vojně za VTJ Žatec, po skončení ligové kariéry za Duslo Šala a končil v nižších soutěžích. Za DAC Dunajská Streda nastoupil v lize v 20 utkáních a dal 1 gól, celkem za Dunajskou Stredu v 1. a 2. lize 158 utkání a 29 gólů.

## Ligová bilance
| Ročník                                      | Zápasy | Góly | Klub                |
| ------------------------------------------- | ------ | ---- | ------------------- |
| 1. československá fotbalová liga 1976/77    | 25     | 0    | VSS Košice          |
| 1. československá fotbalová liga 1979/80    | 19     | 2    | ZŤS Košice          |
| 1. slovenská národní fotbalová liga 1980/81 | 30     | 5    | DAC Dunajská Streda |
| 1. slovenská národní fotbalová liga 1981/82 | 23     | 5    | DAC Dunajská Streda |
| 1. slovenská národní fotbalová liga 1982/83 | 30     | 5    | DAC Dunajská Streda |
| 1. slovenská národní fotbalová liga 1983/84 | 30     | 7    | DAC Dunajská Streda |
| 1. slovenská národní fotbalová liga 1984/85 | 25     | 5    | DAC Dunajská Streda |
| 1. československá fotbalová liga 1985/86    | 20     | 1    | DAC Dunajská Streda |
| CELKEM 1. liga                              | 64     | 3    |                     |